# Molitors malmgård

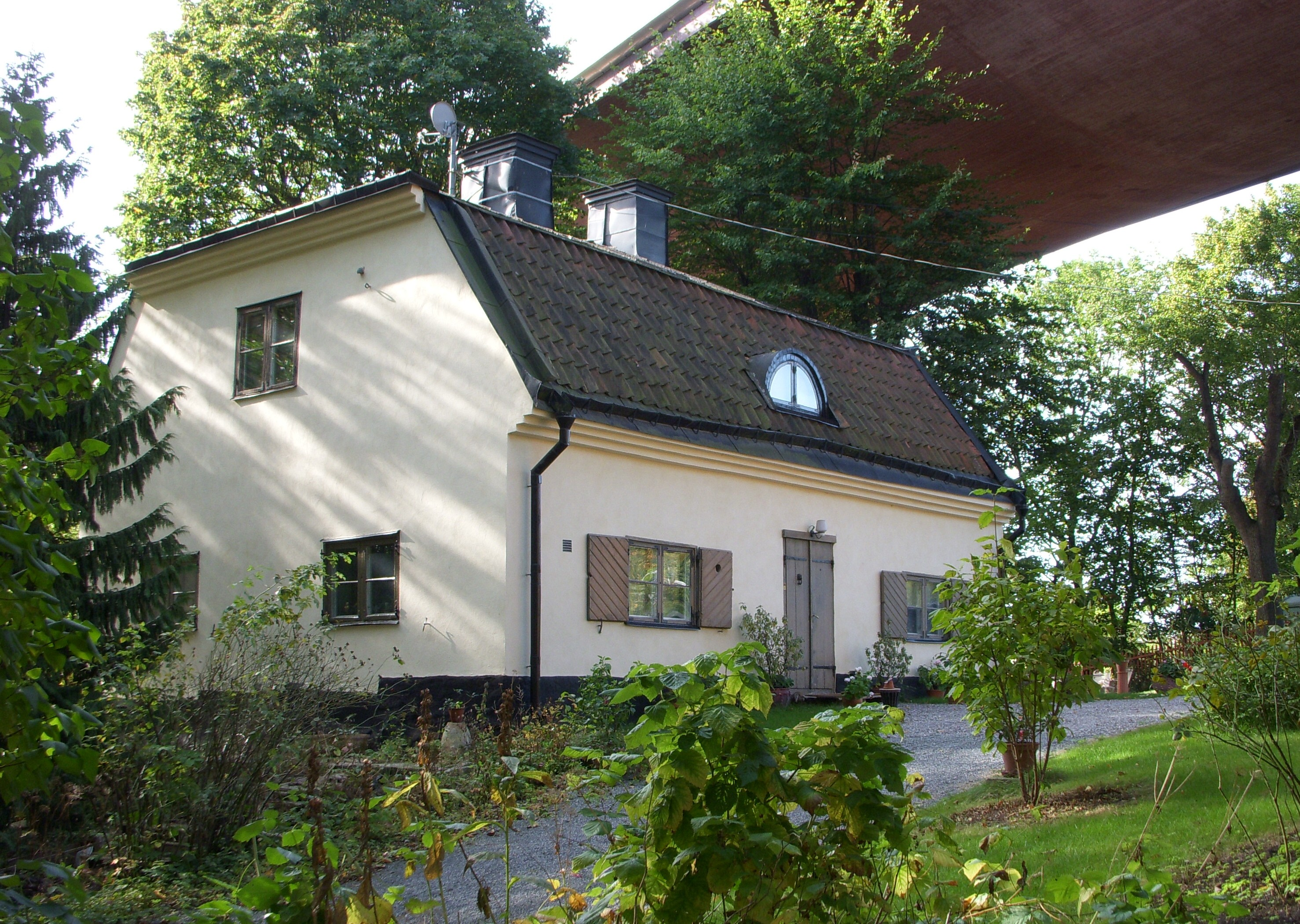
Den kvarvarande flygeln år 2009

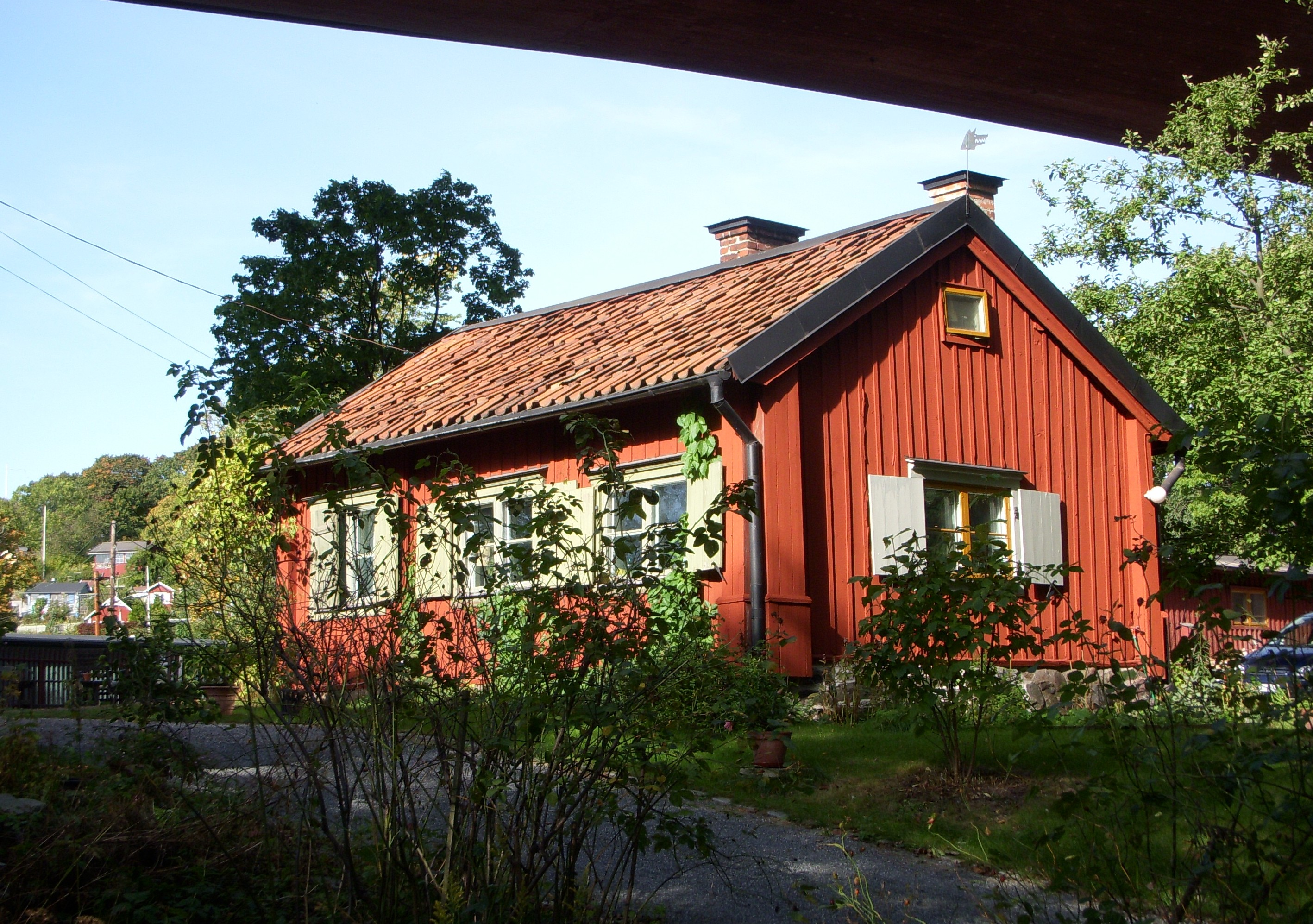
Timmerbyggnaden år 2009

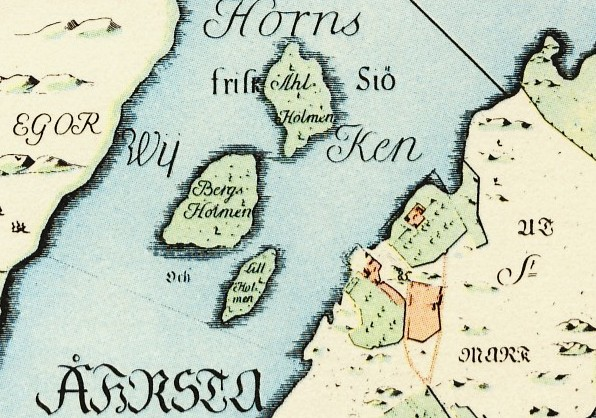
Gården på Tillaeus karta, 1733

Molitors malmgård är en av Stockholms kvarvarande malmgårdar som ligger på Södermalm, nedanför Årstabroarna. 

## Historik
Malmgården har sitt namn efter apotekarsläkten Molitor, som invandrade från Tyskland vid mitten av 1600-talet och innehavare av apoteket Engelen i Gamla stan. Familjen Molitor var känd för sin medicinalväxtträdgård, som förmodligen låg vid malmgården. Gårdens första byggnader uppfördes i början av 1700-talet. Här gick gamla vägen från Brännkyrka socken och här låg också Dantobommen, en av Stockholms många tullar. På Petrus Tillaeus karta från 1733 finns de första husen inritade. 
I släkten Molitor fanns tre Christian, den förste kom från Tyskland och blev ägare till Apoteket Engelen. Den tredje Christian, sonsonen till invandraren från Tyskland, ägde apoteket och malmgården fram till sin död 1736,  44 år gammal. Hans dotter övertog egendomen, men sålde den till kronan, som i sin tur sålde den till apoteksfiskalen G. Sandberg år 1847. År 1855 kom gården i Tanto sockerbruks händer, som köpte till mark och ägde egendomen fram till 1962.
Av malmgårdens medicinalträdgård finns idag inget kvar, bara huvudbyggnaden och en putsad stenbyggnad samt ett rödmålat timrat uthus som står intill Årstavikens strand. Tidigare fanns ännu en flygelbyggnad i sten, vilken revs, samt en byggnad i trä som brunnit ner. Enligt vissa dokument skall även ett uthus och ett lusthus ha funnits på egendomen.  När östra Årstabron byggdes i slutet av 1920-talet hamnade byggnaden i skuggan av denna bro och när västra Årstabron byggdes i början av 2000-talet hamnade båda byggnaderna under bron.